# Portugalski eskudo
Portugalski eskudo, ISO 4217: PTE je bio službeno sredstvo plaćanja u Portugalu, a dijelio se na 100 centava.
Portugalski eskudo je uveden 1911. godine, a zamijenjen je eurom 2002. u omjeru 1 euro = 200,482 eskuda.
U optjecaju su bile kovanice od 1, 5, 10, 20, 50, 100 i 200 eskuda, i novčanice od 500, 1000, 2000, 5000 i 10.000 eskuda.